# La Circassienne
La Circassienne (títol original en francès, en català La circassiana) és una obra dramaticomusical en tres actes composta  per Daniel Auber sobre un llibret en francès d'Augustin Eugène Scribe, basat en Les Amours du chevalier de Faublas de Jean-Baptiste Louvet de Couvray. Es va estrenar el 2 de febrer de 1861 al Teatre Nacional de l'Opéra-Comique.